# Bassigney
Bassigney är en kommun i departementet Haute-Saône i regionen Bourgogne-Franche-Comté i östra Frankrike. Kommunen ligger i kantonen Vauvillers som tillhör arrondissementet Lure. År 2022 hade Bassigney 121 invånare.

## Befolkningsutveckling
Antalet invånare i kommunen Bassigney
| Referens: INSEE |